# Uncomplicated Firewall
Uncomplicated Firewall (ufw) è un firewall ideato per gestire le iptables in maniera semplificata, attraverso un'interfaccia a riga di comando. È un software libero scritto in python per i sistemi operativi GNU/Linux.
Uncomplicated Firewall ha un'interfaccia grafica chiamata GUI for Uncomplicated Firewall (gufw) con regole predefinite per bloccare o autorizzare i più comuni servizi di rete.
Sia ufw che gufw sono pacchetti inclusi in Ubuntu e Debian.